# Leani Ratri Oktila
Leani Ratri Oktila (6 de mayo de 1991) es una deportista indonesia que compite en bádminton adaptado. Ganó cinco medallas en los Juegos Paralímpicos de Verano, en los años 2020 y 2024.

## Palmarés internacional
| Juegos Paralímpicos | Juegos Paralímpicos | Juegos Paralímpicos | Juegos Paralímpicos  |
| Año                 | Lugar               | Medalla             | Prueba               |
| ------------------- | ------------------- | ------------------- | -------------------- |
| 2020                | Tokio (Japón)       | Medalla de oro      | Dobles SL3-SU5       |
| 2020                | Tokio (Japón)       | Medalla de oro      | Dobles SL3-SU5 mixto |
| 2020                | Tokio (Japón)       | Medalla de plata    | Individual SL4       |
| 2024                | París (Francia)     | Medalla de oro      | Dobles SL3-SU5 mixto |
| 2024                | París (Francia)     | Medalla de plata    | Individual SL4       |